# Лусеро
Лусеро Огаса Леон (на испански: Lucero Hogaza León или по известна само под името Лусеро) е мексиканска актриса и певица родена в Мексико сити, Мексико на 29 август 1969 г. Като певица е продала над 27 милиона албума по целия свят като пее своите песни на испански, португалски и английски език.

## Биография
Лусеро започва кариерата си едва на 10-годишна възраст, под името Лусерито. Била е омъжена от 1997 г. до 2011 г. за певеца Мануел Михарес от когото има две деца. Нейният мениджър е майка ѝ Луз Мария Леон, която също така е актриса и продуцент.

## Филмография

### Теленовели
- Ангелско личице (Carinha de Anjo) (2016 – 2018) – Тереса Ресенде Лариос
- Заради нея съм Ева (Por ella soy Eva) (2012) – Елена Морено
- Желязната дама (Soy tu dueña) (2010) – Валентина Виялба Ранхел
- Утре и завинаги (Mañana es para siempre) (2008) – Барбара Греко де Елисалде
- Пробуждане (Alborada) (2005) – Мария Иполита Диас де Гусман
- Моята съдба си ти (Mi destino eres tu) (2000) – Андрея Сан Висенте Фернандес
- Любовни връзки (Lazos de amor) (1996) – Мария Гуадалупе/Мария Паула /Мария Фернанда
- Бедни роднини (Los parientes pobres) (1993) – Маргарита Сантос
- Когато дойде любовта (Cuando llega el amor) (1989) – Исабел Контрерас
- Чиспита (Chispita) (1982) – Исабел „Чиспита“

### Филми
- 2004: Zapata: El Sueño De Un Héroe – Esperanza
- 1999: Тарзан – Jane (глас – испански дублаж)
- 1990: Deliciosa Sinvergüenza – Лусерито
- 1988: Quisiera Ser Hombre – Мануелита/Мануел
- 1987: Escápate Conmigo – Лусерито
- 1985: Fiebre de Amor – Лусерито
- 1984: Delincuente – Сесилия Суарез
- 1983: Coqueta – Росио

## Дискография
| Като Лусеро - 2012: Un Lujo - 2011: Mi Secreto de Amor - 2010: Indispensable - 2007: Lucero En Vivo Auditorio Nacional - 2006: Quiéreme Tal Como Soy - 2004: Cuando Sale Un Lucero - 2002: Un Nuevo Amor - 2000: Mi Destino - 1999: Un Lucero En La México - 1998: Cerca de Ti - 1997: Piel De Angel - 1994: Siempre Contigo - 1994: Cariño De Mis Cariños - 1993: Lucero - 1992: Lucero De México - 1991: Sólo Pienso En Tí - 1990: Con Mi Sentimiento | Като Лусерито - 1989: Cuéntame - 1988: Ocho Quince\|Lucerito - 1986: Un Pedacito De Mí - 1985: Fuego y Ternura - 1984: Con Tan Pocos Años - 1982: Te Prometo |